# Лешуконское
Лешуко́нское — село в Архангельской области России. Административный центр Лешуконского района и Лешуконского сельского поселения.

## География
Лешуконское расположено в месте слияния рек Вашки и Мезени.

## История
Лешуконское известно с 1614 года как центр Усть-Вашской волости Мезенского уезда.
В 1920 году в Лешуконской волости Усть-Вашского уезда, из населённых пунктов Верхнеконское, Лешуконское, Мелосполье и Нижнеконское села Усть-Вашка был образован город Устьвашск, ставший уездным центром.
10 сентября 1921 года постановлением президиума губисполкома и объединённого пленума Мезенского и Усть-Вашского уездисполкомов было принято решение о преобразовании уездного города Устьвашска в село Лешуконское и упразднении Усть-Вашского уезда с передачей шести его волостей в состав Мезенского уезда.
Постановление было утверждено 6 февраля 1922 года декретом ВЦИК.
На 1 января 1929 года от Лешуконского сельсовета отделился Смоленецкий с/с.
Постановлением Президиума ВЦИК от 24 января 1929 года « Об образовании на территории РСФСР административно-территориальных объединений краевого и областного значения» в южной части упразднённого Мезенского уезда 15 июля 1929 года был образован Лешуконский район с центром в селе Лешуконское.
С 2004 года — центр МО «Лешуконское».

## Население
| 1850  | 1897  | 1959  | 1970  | 1979  | 1989  | 2002  |
| ----- | ----- | ----- | ----- | ----- | ----- | ----- |
| 447   | ↗713  | ↗4198 | ↗4790 | ↗5583 | ↗6199 | ↘5003 |
| 2009  | 2010  | 2012  | 2021  |       |       |       |
| ↘4905 | ↘4406 | ↗4760 | ↘3550 |       |       |       |

В 1850 году в 70 дворах проживало 447 человек, в 1897 году в 140 дворах — 713 человек.

## Экономика
Основа экономики села Лешуконское — лес и лесопереработка, ранее действовал химлесхоз, где производили скипидар, смолу и прочие химические вещества из древесины. В селе имеется аэропорт «Лешуконское».
С конца 60-х годов XVII века до 1796 года в Усть-Вашке ежегодно собиралась Крещенская ярмарка, которая переместилась сюда из Лампожни.